# Hyperplasie
 Mise en garde médicale
L'hyperplasie est un terme médical désignant une hypergénèse ; un volume anormalement important d'un tissu organique ou d’un organe, due à l'augmentation du nombre de ses cellules (prolifération cellulaire). Ceci peut entraîner l'hypertrophie d'un organe.
C'est une réponse prénéoplasique courante à un  stimulus. 
Au microscope, les cellules ressemblent à des cellules normales mais anormalement nombreuses. Parfois, la taille des cellules elle-même est aussi anormalement grosse (hypertrophie cellulaire, qui diffère de l'hyperplasie en ce que le changement (adaptatif ou réactif) des cellules dans l'hypertrophie est une augmentation de la taille des cellules, alors que l'hyperplasie implique une augmentation du nombre de cellules).

## Étymologie, sémantique
Le mot hyperplasie vient du grec ancien ὑπέρ (uper ; « sur ») et  πλάσις (plasis, « formation »), 
Il est parfois synonyme de néoplasie bénigne ou de tumeur bénigne.

## Causes
L'hyperplasie peut avoir des causes ou circonstances très diverses, dont principalement : 
- la prolifération de la couche basale de l'épiderme pour compenser une perte de peau ;
- une réponse inflammatoire chronique ;
- certains dysfonctionnements hormonaux ;
- cicatrisation à la suite de blessures, lésions, fractures, etc. ;
- maladies.

## Mécanismes
Deux cas sont à distinguer : 
- l'hyperplasie physiologique normale, qui est une réponse physiologique (normale ou non) à un stimulus spécifique. Les cellules d'une croissance hyperplasique restent alors soumises à des mécanismes de contrôle régulateurs normaux[5]. Dans ces cas, l'hyperplasie est naturelle, ou bénigne pour les tissus. 
Ainsi chez tous les mammifères la croissance et la multiplication des cellules glandulaires sécrétant le lait dans le sein ou les mamelles est une réponse hyperplasique normale et nécessaire lors de la grossesse, préparant le processus d'allaitement[7] ;
- les hyperplasies pathologique, induites par un stimulus anormal (ex. : perturbation hormonale, production ou apport anormal d'un facteur de croissance. Les cellules hyperplasies sont alors toujours contrôlées par des hormones ou facteurs de croissance, et elles cessent de proliférer quand le stimulus disparait[8].

On parle de néoplasie : est le processus sous-jacent au cancer et aux tumeurs bénignes où des cellules génétiquement mutées parviennent à proliférer d'une manière non-physiologique, ne répondant plus aux stimuli régulateurs de l'organisme.

## Diagnostic
Il est souvent d'abord visuel (taille anormale d'un organe, d'une glande, hyperkératose, etc.), ou se fait lors d'une palpation (hyperplasie sensible au toucher...) ; il est confirmé par la microscopie ou d'autres analyses biologiques. 

Dans le cas de l'hyperplasie endométriale, un frottis vaginal et/ou une biopsie peuvent être faits sur le tissu endométrial même.

Pour la maladie de Cushing, le dosage de cortisol salivaire à un niveau élevé « tard dans la nuit » permet de la détecter chez de nombreux patients.

## Types d'hyperplasie

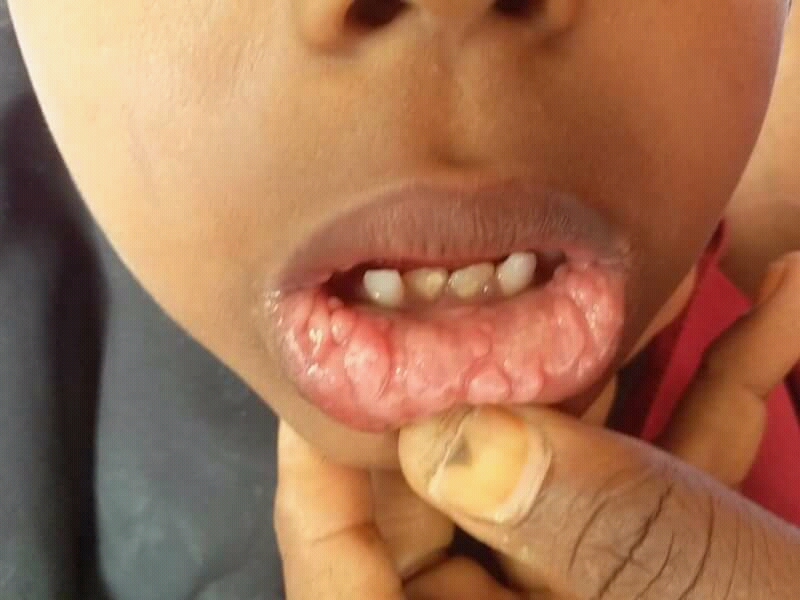
Hyperplasie de la muqueuse interne de la lèvre inférieure dans le cas de la maladie de Heck

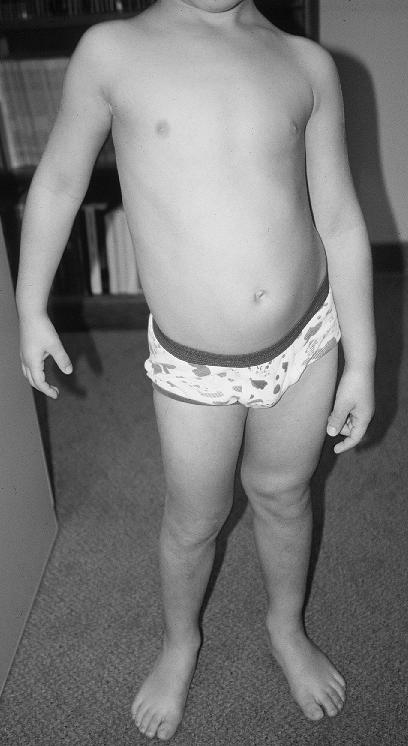
Patient avec hémi-hyperplasie impliquant des membres supérieure et inférieure plus longs du côté droit. L'inégalité de longueur des membres inférieurs cause une inclinaison pelvienne marquée

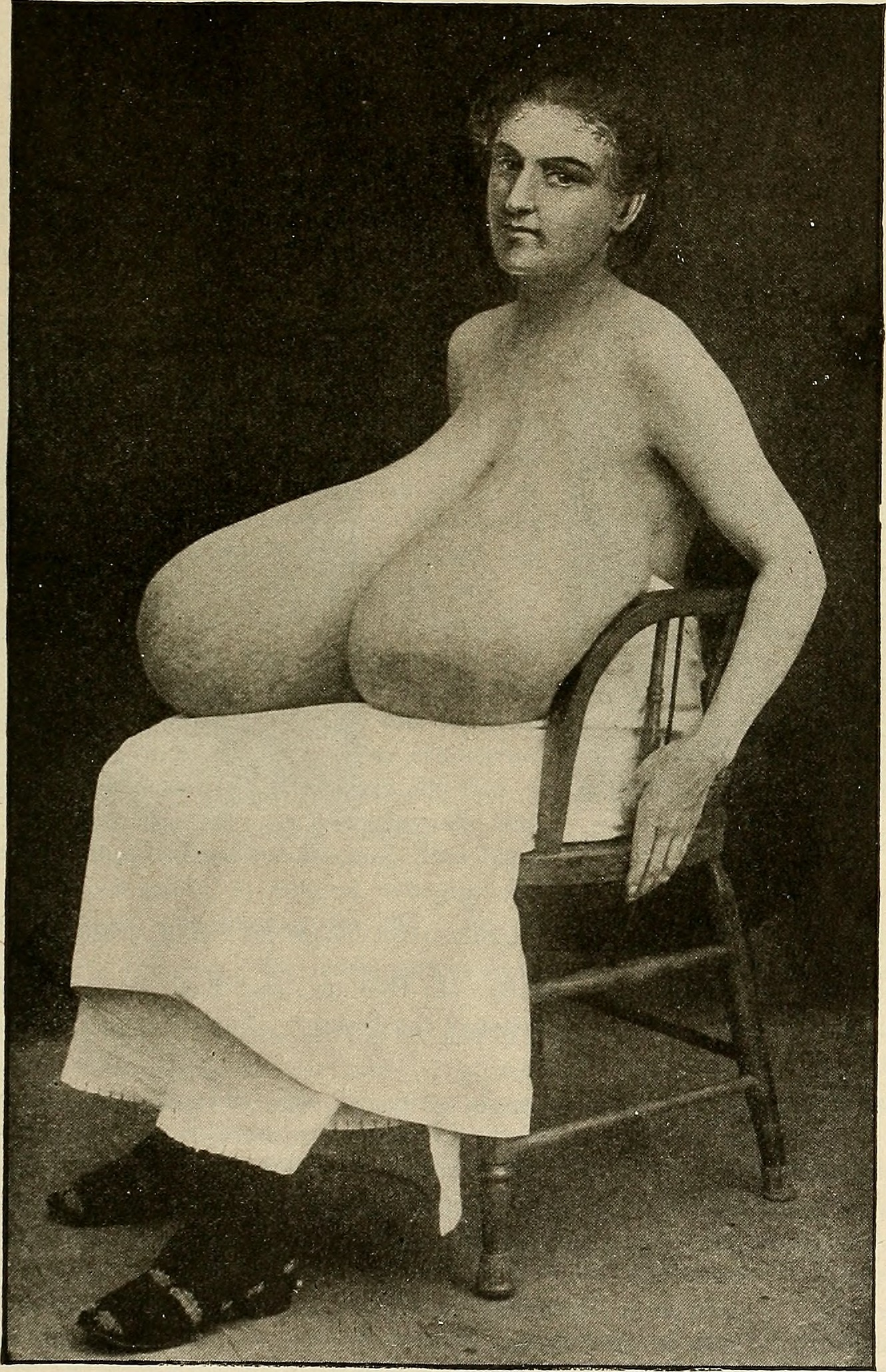
Exemple de Gigantomastie (années 1910)

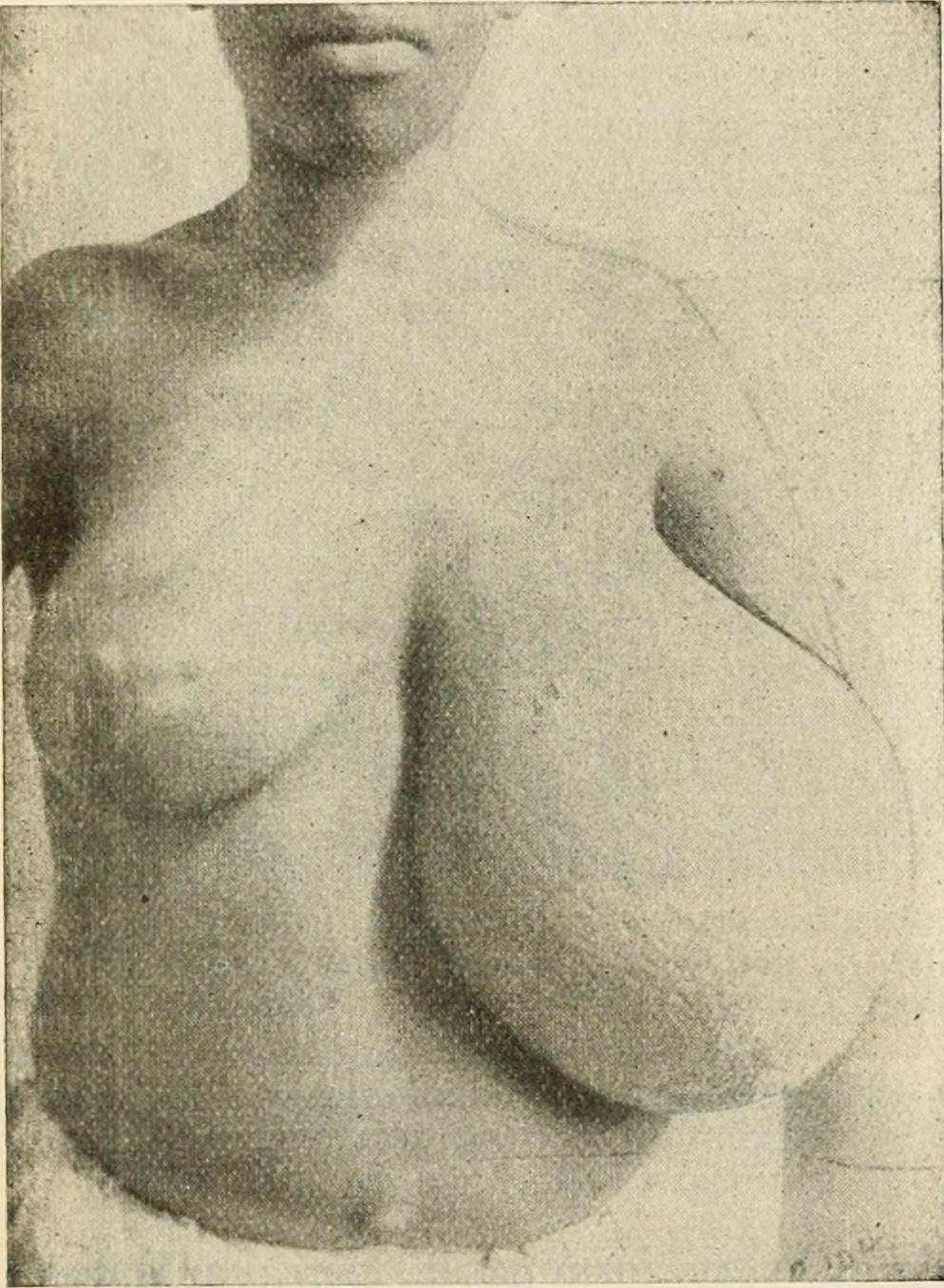
Patiente présentant une hémi-Hyperplasie du sein ou Hémi-Hypermastie

Les cas cliniques les plus fréquents d'hyperplasie ou susceptibles de conduire à une hyperplasie sont :
- hypertrophie bénigne de la prostate (fréquent après 55 ans)[13] ;
- maladie de Cushing (excès chronique de sécrétion de cortisol et secondairement d'ACTH (hormones adrénocorticotropes), souvent induit par des adénomes cortico-surrénaliens)[14] ;
- hyperplasie congénitale des surrénales (trouble héréditaire de la glande surrénale[15] ;
- hyperplasie de l'endomètre (Hyperprolifération de l'endomètre dans l'utérus, souvent en réponse à une stimulation œstrogénique sans opposition dans le cadre du syndrome des ovaires polykystiques ou de l'administration exogène d'hormones. L'hyperplasie endométriale atypique peut être un processus néoplasique précoce évoluant en adénocarcinome endométrial[16],[8] ;
- hemi-hyperplasie ou hémihypertrophie (cf. photo), quand d'un côté du corps les membres sont plus grand que de l'autre côté[17] ;
- hyperplasie du sein ou Hypermastie ou Gigantomastie dans les cas extrêmes ; on distingue l'hyperplasie canalaire habituelle, qui est une expansion focale du nombre de cellules dans un canal mammaire terminal, de l'hyperplasie canalaire atypique, où un schéma de croissance plus anormal est observé, associée à un risque accru de cancer du sein[18] ;
- hyperplasie intimale (épaississement de la tunique intima d'un vaisseau sanguin, généralement une complication d'un acte de reconstruction ou d'une endartériectomie. L'hyperplasie intimale est la réponse universelle d'un vaisseau sanguin à une lésion et c'est une cause importante d'échec de greffe tardive, en particulier dans les veines et les greffes vasculaires synthétiques[19] ;
- hyperplasie hépatique compensatoire (le foie subit une division cellulaire à la suite d'une lésion aiguë, les nouvelles cellules rétablissant la fonction hépatique ; environ 75 % du foie peut être gravement endommagé ou réséqué avec une régénération apparemment complète grâce à la division des hépatocytes (qui est une hyperplasie) ; ceci a rendu possible la transplantation de foie de donneurs vivants[20] ;
- hyperplasie épidermique de la peau : hyperkératose, Acanthosis nigricans, Hyperplasie sébacée (petites excroissances jaunâtres se formant sur la peau, sur le visage en général, bénignes et non-contagieuse)[21] ;
- hyperplasie épithéliale focale (= maladie de Heck) ; papules apparaissant dans les tissus muqueux de la bouche ou plus rarement, de la gorge, causée par certains sous-types du virus du papillome humain [22] (le HPV13–32)[23]. La maladie de Heck est commune chez les inuits et amérindiens et rare chez des Caucasiens d'Amérique, d'Europe et du Moyen-Orient, chez des Noirs d'Afrique et chez des aborigènes d'Australie et de Polynésie ; et elle semble très rare ou absente en Extrême-Orient[24]. Elle n'est pas connue pour provoquer le cancer[25].

## Traitement
Il concerne les cas pathologiques, et consiste par exemple pour une hyperplasie bénigne de la prostate, à combiner des bloqueurs des récepteurs alpha-1 et des inhibiteurs de la 5-alpha-réductase.

## Exemples
- les tissus cicatriciels présentent davantage de tissus conjonctifs de soutien que les tissus non lésés, expliquant la densité et le volume plus importants des cicatrices, mais aussi certains problèmes chirurgicaux car la régénération tissulaire peut parfois pâtir de cette hyperplasie cicatricielle[27] ;
- des hyperplasies découlent de certaines maladies (ex. : goître dans les syndromes immunitaires touchant la thyroïde) ;
- un tissu peut croître en réponse à des stimuli ou des besoins de l'organisme (ex. : hyperplasie du tissu adipeux de l'hypoderme chez les personnes atteintes de diabète ou en surpoids).

L'hyperplasie est à différencier de l’hypertrophie, laquelle désigne :
- soit l'augmentation du volume d'une cellule (qui peut éventuellement causer une augmentation de volume au niveau macroscopique comme pour certaines pommes) ;
- soit l'évolution par augmentation de volume d'un organe au sein d'une lignée ou d'une espèce (ex. : les canines hypertrophiées du smilodon).

## Utilisation
Certains agents dopants utilisés par certains sportifs ou culturistes visent à doper la production de certaines cellules (sanguines, musculaires…) ; ainsi l'IGF induit une division des cellules musculaires et conduit à une hypertrophie des muscles squelettiques,. La musculation (avec ou sans utilisation de stéroïdes anabolisants) permet à ces nouvelles cellules de mûrir en taille et en force. L'hyperplasie peut aussi être induite par certains exercice qui augmentent le nombre de fibres musculaires et pas seulement le volume et la longueur des fibre.